# Olympische Winterspiele 2014/Teilnehmer (Estland)
| Gelbes Symbol für Goldmedaillen mit stilisierten Olympischen Ringen | Graues Symbol für Silbermedaillen mit stilisierten Olympischen Ringen | Braundes Symbol für Bronzemedaillen mit stilisierten Olympischen Ringen |
| ------------------------------------------------------------------- | --------------------------------------------------------------------- | ----------------------------------------------------------------------- |
| —                                                                   | —                                                                     | —                                                                       |

Estland nahm an den Olympischen Winterspielen 2014 in Sotschi mit 25 Athleten in sechs Sportarten teil und damit mit der viertgrößtes Delegation in der Olympischen Geschichte Estlands. Fahnenträger der estnischen Delegation bei der Eröffnungszeremonie war der Biathlet Indrek Tobreluts. Bei der Abschlussfeier wurde die Fahne von dem Skilangläufer Karel Tammjärv getragen. Genauso wie bei den Teilnahmen in den Jahren 1928, 1936, 1992, 1994 und 1998 blieben die estnischen Sportler bei Olympischen Winterspielen ohne Medaille.

## Sportarten

### Biathlon
| Sportler                                                     | Disziplin     | Zeit        | Fehler      | Rang |
| ------------------------------------------------------------ | ------------- | ----------- | ----------- | ---- |
| Frauen                                                       |               |             |             |      |
| Grete Gaim                                                   | Einzel        | 51:28,5 min | 2 (0+0+0+2) | 58   |
| Kadri Lehtla                                                 | Einzel        | 49:44,8 min | 2 (1+0+1+0) | 44   |
| Johanna Talihärm                                             | Einzel        | 55:16,5 min | 6 (2+1+0+3) | 73   |
| Daria Yurlova                                                | Einzel        | 55:18,0 min | 6 (0+2+2+2) | 74   |
| Grete Gaim                                                   | Sprint        | 24:18,2 min | 2 (1+1)     | 71   |
| Kadri Lehtla                                                 | Sprint        | 24:13,3 min | 4 (2+2)     | 69   |
| Johanna Talihärm                                             | Sprint        | 23:09,3 min | 0 (0+0)     | 48   |
| Daria Yurlova                                                | Sprint        | 24:01,1 min | 2 (1+1)     | 67   |
| Johanna Talihärm                                             | Verfolgung    | 37:52,5 min | 5 (2+0+0+3) | 55   |
| Kadri Lehtla Grete Gaim Daria Yurlova Johanna Talihärm       | Staffel       | LAP         | 14 (1+13)   | 16   |
| Männer                                                       |               |             |             |      |
| Kalev Ermits                                                 | Einzel        | 57:04,5 min | 2 (1+1+0+0) | 70   |
| Kauri Kõiv                                                   | Einzel        | 58:17,3 min | 7 (1+2+2+2) | 78   |
| Daniil Steptšenko                                            | Einzel        | 56:14,4 min | 3 (1+2+0+0) | 62   |
| Indrek Tobreluts                                             | Einzel        | 53:02,5 min | 2 (0+1+0+1) | 29   |
| Kauri Kõiv                                                   | Sprint        | 26:47,1 min | 3 (2+1)     | 54   |
| Roland Lessing                                               | Sprint        | 27:06,3 min | 3 (0+3)     | 66   |
| Daniil Steptšenko                                            | Sprint        | 26:40,5 min | 2 (1+1)     | 50   |
| Indrek Tobreluts                                             | Sprint        | 26:46,5 min | 3 (0+3)     | 53   |
| Kauri Kõiv                                                   | Verfolgung    | 38:10,2 min | 3 (1+0+0+2) | 46   |
| Daniil Steptšenko                                            | Verfolgung    | 40:52,0 min | 7 (1+1+1+4) | 59   |
| Indrek Tobreluts                                             | Verfolgung    | 38:00,5 min | 3 (0+0+2+1) | 45   |
| Kauri Kõiv Roland Lessing Daniil Steptšenko Indrek Tobreluts | Team relay    | LAP         | 15 (12+3)   | 17   |
| Mixed                                                        |               |             |             |      |
| Kauri Kõiv Kadri Lehtla Daniil Steptšenko Daria Yurlova      | Mixed-Staffel | LAP         | 23 (6+17)   | 15   |

### Eiskunstlauf
| Sportler          | Disziplin | Kurzprogramm | Kurzprogramm | Kür           | Kür           | Total         | Total         |
| Sportler          | Disziplin | Punkte       | Rang         | Punkte        | Rang          | Punkte        | Rang          |
| ----------------- | --------- | ------------ | ------------ | ------------- | ------------- | ------------- | ------------- |
| Frauen            |           |              |              |               |               |               |               |
| Jelena Glebova    | Einzel    | 46,19        | 29           | ausgeschieden | ausgeschieden | ausgeschieden | ausgeschieden |
| Männer            |           |              |              |               |               |               |               |
| Viktor Romanenkov | Einzel    | 61,55        | 23           | 78,44         | 24            | 139,99        | 24            |

### Nordische Kombination
| Sportler            | Disziplin               | Skispringen | Skispringen | Skispringen | Skilanglauf | Skilanglauf | Endergebnis | Endergebnis |
| Sportler            | Disziplin               | Weite       | Punkte      | Rang        | Zeit        | Rang        | Zeit        | Rang        |
| ------------------- | ----------------------- | ----------- | ----------- | ----------- | ----------- | ----------- | ----------- | ----------- |
| Kristjan Ilves      | Gundersen Normalschanze | 097,5 m     | 117,3       | 17          | 26:26,8 min | 44          | 27:23,8 min | 41          |
| Han Hendrik Piho    | Gundersen Normalschanze | 090,5 m     | 102,8       | 43          | 25:47,4 min | 40          | 27:42,4 min | 43          |
| Karl-August Tiirmaa | Gundersen Normalschanze | 089,5 m     | 099,9       | 45          | 26:23,2 min | 43          | 28:29,2 min | 44          |
| Kristjan Ilves      | Gundersen Großschanze   | 125,0 m     | 117,2       | 8           | 25:24,5 min | 43          | 26:11,5 min | 34          |
| Han Hendrik Piho    | Gundersen Großschanze   | 118,0 m     | 095,3       | 37          | 24:00,0 min | 32          | 24:15,0 min | 36          |
| Karl-August Tiirmaa | Gundersen Großschanze   | 123,0 m     | 104,3       | 21          | 26:06,4 min | 44          | 27:45,4 min | 44          |

### Ski Alpin
| Sportler              | Disziplin    | Lauf 1      | Lauf 1 | Lauf 2      | Lauf 2 | Gesamt      | Gesamt |
| Sportler              | Disziplin    | Zeit        | Rang   | Zeit        | Rang   | Zeit        | Rang   |
| --------------------- | ------------ | ----------- | ------ | ----------- | ------ | ----------- | ------ |
| Frauen                |              |             |        |             |        |             |        |
| Triin Tobi            | Riesenslalom | 1:34,65 min | 68     | 1:34,52 min | 61     | 3:09,17 min | 61     |
| Triin Tobi            | Slalom       | 1:11,43 min | 57     | 1:09,02 min | 47     | 2:20,45 min | 46     |
| Männer                |              |             |        |             |        |             |        |
| Warren Cummings Smith | Riesenslalom | 1:28,25 min | 48     | 1:29,17 min | 45     | 2:57,42 min | 45     |
| Warren Cummings Smith | Slalom       | 0:55,08 min | 54     | 1:02,20 min | 27     | 1:57,28 min | 26     |

### Skilanglauf
| Sportler                                            | Disziplin         | Zeit        | Rückstand   | Rang |
| --------------------------------------------------- | ----------------- | ----------- | ----------- | ---- |
| Frauen                                              |                   |             |             |      |
| Triin Ojaste                                        | 10 km klassisch   | 31:54,3 min | +3:36,5 min | 45   |
| Männer                                              |                   |             |             |      |
| Algo Kärp                                           | 15 km klassisch   | 42:16,5 min | +3:46,8 min | 42   |
| Aivar Rehemaa                                       | 15 km klassisch   | 41:49,8 min | +3:20,1 min | 40   |
| Raido Ränkel                                        | 15 km klassisch   | 43:38,9 min | +5:09,2 min | 61   |
| Karel Tammjärv                                      | 15 km klassisch   | 42:27,7 min | +3:58,0 min | 45   |
| Aivar Rehemaa                                       | 30 km Skiathlon   | 1:13:47,2 h | +5:31,8 min | 51   |
| Aivar Rehemaa                                       | 50 km Massenstart | 1:52:22,1 h | +5:26,9 min | 44   |
| Karel Tammjärv                                      | 50 km Massenstart | 1:53:23,0 h | +6:27,8 min | 49   |
| Algo Kärp Aivar Rehemaa Raido Ränkel Karel Tammjärv | Staffel           | 1:32:52,6 h | +4:10,6 min | 10   |

| Sportler                   | Disziplin   | Qualifikation | Qualifikation | Achtelfinale  | Achtelfinale  | Halbfinale    | Halbfinale    | Finale        | Finale        |
| Sportler                   | Disziplin   | Zeit          | Rang          | Zeit          | Rang          | Zeit          | Rang          | Zeit          | Rang          |
| -------------------------- | ----------- | ------------- | ------------- | ------------- | ------------- | ------------- | ------------- | ------------- | ------------- |
| Frauen                     |             |               |               |               |               |               |               |               |               |
| Triin Ojaste               | Sprint      | 2:47,07 min   | 48            | ausgeschieden | ausgeschieden | ausgeschieden | ausgeschieden | ausgeschieden | ausgeschieden |
| Männer                     |             |               |               |               |               |               |               |               |               |
| Peeter Kümmel              | Sprint      | 3:44,03 min   | 52            | ausgeschieden | ausgeschieden | ausgeschieden | ausgeschieden | ausgeschieden | ausgeschieden |
| Raido Ränkel               | Sprint      | 3:43,82 min   | 51            | ausgeschieden | ausgeschieden | ausgeschieden | ausgeschieden | ausgeschieden | ausgeschieden |
| Siim Sellis                | Sprint      | 3:48,06 min   | 59            | ausgeschieden | ausgeschieden | ausgeschieden | ausgeschieden | ausgeschieden | ausgeschieden |
| Peeter Kümmel Raido Ränkel | Team-Sprint | –             | –             | –             | –             | 24:26,49 min  | 7             | ausgeschieden | ausgeschieden |

### Skispringen
| Sportler              | Disziplin     | Qualifikation | Qualifikation | Qualifikation | Erster Durchgang | Erster Durchgang | Erster Durchgang | Zweiter Durchgang | Zweiter Durchgang | Zweiter Durchgang | Gesamt        | Gesamt        |
| Sportler              | Disziplin     | Weite         | Punkte        | Rang          | Weite            | Punkte           | Rang             | Weite             | Punkte            | Rang              | Punkte        | Rang          |
| --------------------- | ------------- | ------------- | ------------- | ------------- | ---------------- | ---------------- | ---------------- | ----------------- | ----------------- | ----------------- | ------------- | ------------- |
| Männer                |               |               |               |               |                  |                  |                  |                   |                   |                   |               |               |
| Kaarel Nurmsalu       | Normalschanze | 092,0 m       | 106,6         | 32            | 095,0 m          | 113,3            | 37               | ausgeschieden     | ausgeschieden     | ausgeschieden     | ausgeschieden | ausgeschieden |
| Siim-Tanel Sammelselg | Normalschanze | 073,0 m       | 066,2         | 51            | ausgeschieden    | ausgeschieden    | ausgeschieden    | ausgeschieden     | ausgeschieden     | ausgeschieden     | ausgeschieden | ausgeschieden |
| Kaarel Nurmsalu       | Großschanze   | 125,0 m       | 103,6         | 24            | 124,5 m          | 105,9            | 41               | ausgeschieden     | ausgeschieden     | ausgeschieden     | ausgeschieden | ausgeschieden |
| Siim-Tanel Sammelselg | Großschanze   | 107,5 m       | 069,0         | 49            | ausgeschieden    | ausgeschieden    | ausgeschieden    | ausgeschieden     | ausgeschieden     | ausgeschieden     | ausgeschieden | ausgeschieden |